# Crescendo

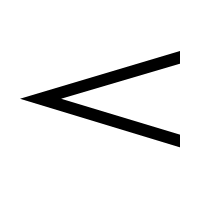
Tecknet för crescendo det vill säga tilltagande ljudstyrka

Crescendo, förkortas cresc. (kan också skrivas c r e s c e n d o för att täcka längre avsnitt), är ett musikaliskt uttryck för tilltagande (ljud-)styrka. Motsatsen till crescendo är diminuendo.
Ett tecken liknande < används ofta i notskrift för att beteckna crescendo. Tecknet placeras så att det blir tydligt vilket musikaliskt skeende som avses; vid enstämmighet oftast under notraden.
Tecknet eller texten görs inte alltid så lång som den avses gälla, för varaktigheten brukar framgå av "musiken" och i alla händelser är det exekutören som avgör hur det ska låta. Tonsättare skriver på olika sätt, med olika "precision", och praxis har också varierat genom århundradena och i olika stilar.

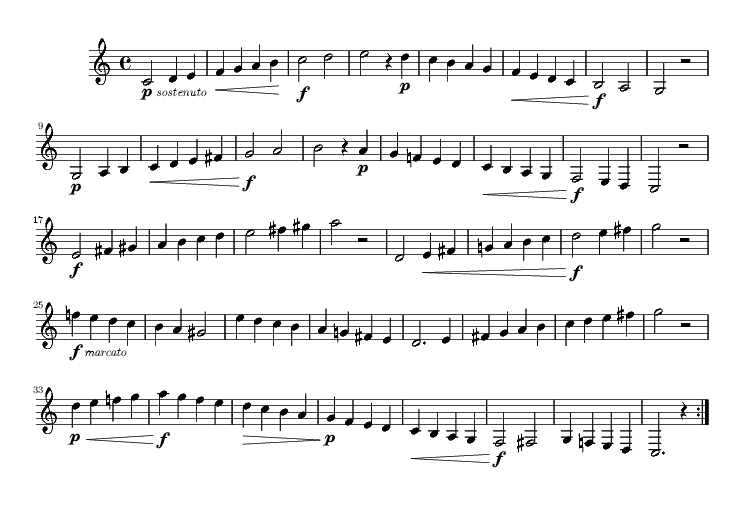
I detta partitur ses användandet av tecknet för crescendo < och diminuendo >